# Lin Qiao Zhi

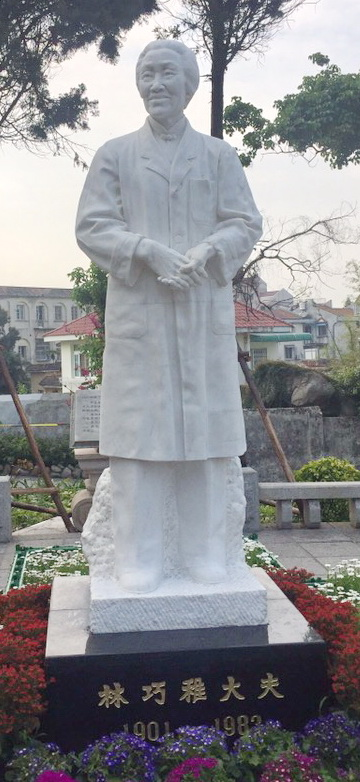
Standbeeld van Lin Qiao Zhi

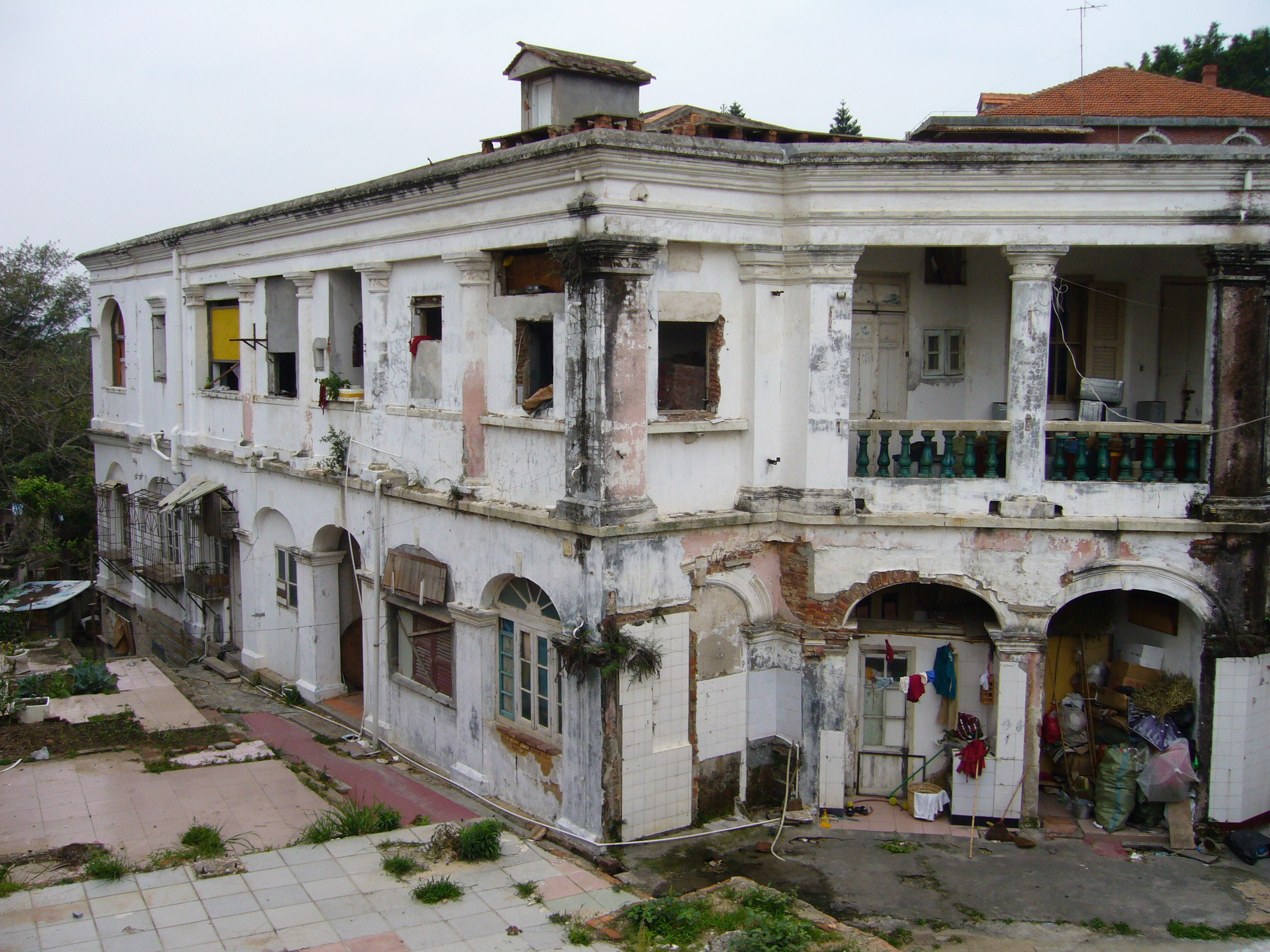
Haar huis op Gulangyu

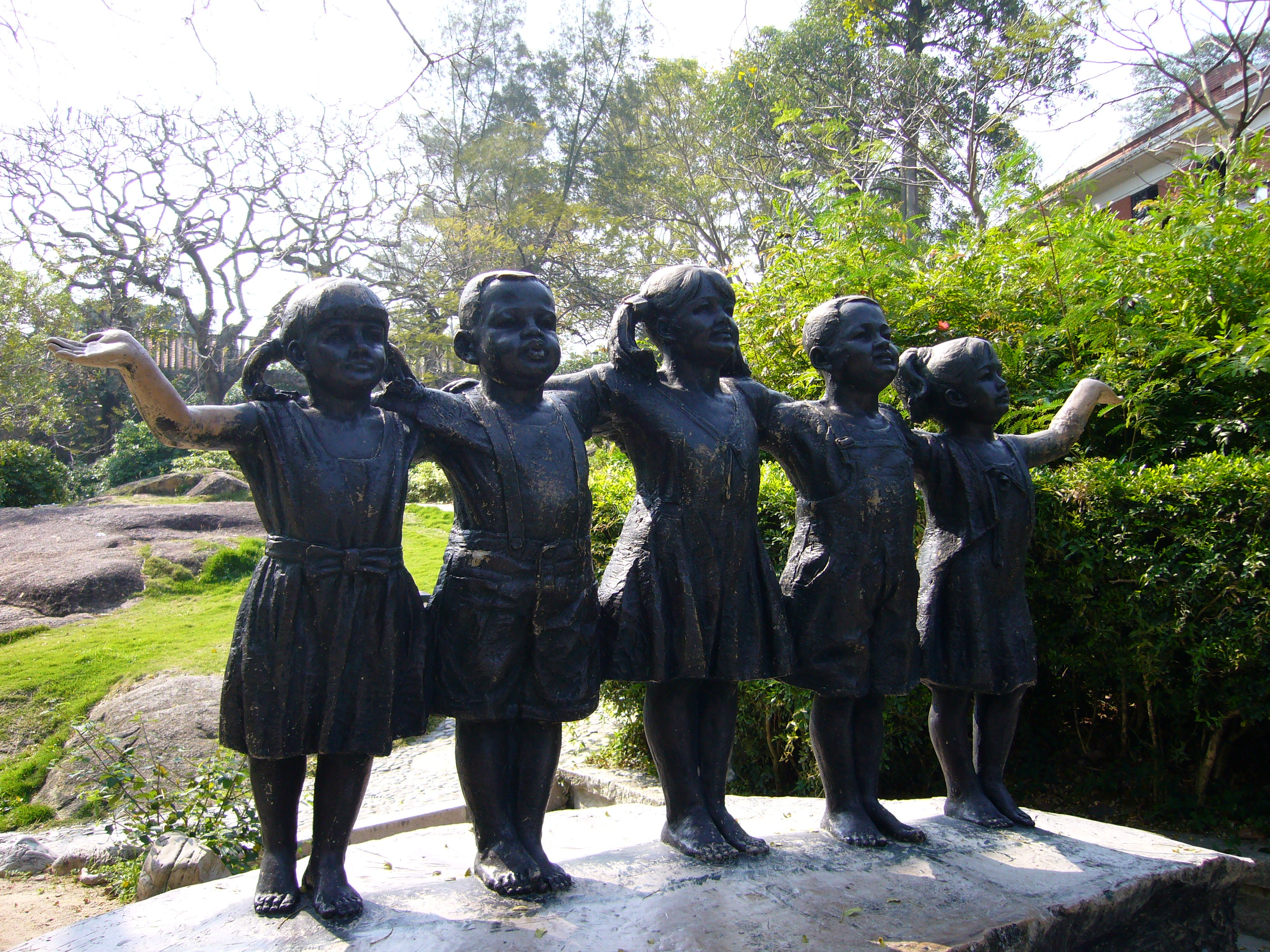
Monument bij haar graf

Lin Qiao Zhi (Xiamen, 23 december 1901 - Peking, 22 april 1983) was een Chinese gynaecoloog.

## Biografie
Lin Qiao Zhi werd geboren op het kleine eiland Gulangyu bij Xiamen. Ze werkte  veertig jaar lang in Peking en heeft ongeveer 50.000 baby's ter wereld gebracht. Vanwege haar langdurige inzet voor haar vak, haar kennisoverdracht aan studenten en haar bijdrage aan een betere geboortezorg werd in 2005 een ziekenhuis opgericht dat haar naam draag in Xiamen, het 'Xiamen Maternity and Child Health Care Hospital / Lin Qiao Zhi Women's and Children's Hospital'.

## Overlijden en verdere erkenning
Na haar overlijden is in 1988 haar as naar Gulangyu gebracht. Een derde hiervan is op het eiland begraven in een parkje dat hiervoor werd opgericht. Er staat een bronzen beeldengroep van vijf kinderen. Om het parkje zijn hardstenen opengeslagen boeken te zien waarop in het Chinees en het Engels enkele beroemde uitspraken van haar te lezen zijn. 
De overige as is in zee uitgestrooid.